# Johan Wanloo
Johan Wanloo (né le 16 juillet 1972 à Göteborg) est un auteur de bande dessinée suédois. Il produit à la fois des œuvres auto-fictionnelles et des histoires fictionnelles satiriques.

## Distinction
- 2005 : diplôme Adamson pour sa contribution à la bande dessinée suédoise
- 2006 : prix Adamson du meilleur auteur suédois pour l'ensemble de son œuvre